# Czapielsk
Czapielsk (kaszb. Czapélskò) – wieś kaszubska w Polsce położona w województwie pomorskim, w powiecie gdańskim, w gminie Kolbudy, w obrębie "Przywidzkiego Obszaru Chronionego Krajobrazu", na turystycznym szlaku Wzgórz Szymbarskich i nad rzeką Reknicą.
W latach 1975–1998 miejscowość administracyjnie należała do województwa gdańskiego.
W miejscowości znajduje się rzymskokatolicka parafia św. Mikołaja, należąca do dekanatu Kolbudy w archidiecezji gdańskiej.

## Nazwy źródłowe miejscowości
Dawniej Czapelsko, kaszb. Królewsczé Czapélskò, Szlachecczé Czapélskò, niem. Königlich Czapielken, Adelig Gross Czapielken.

## Historia
Początki osadnictwa w okolicy sięgają młodszej epoki kamiennej (3-4 tys. lat p.n.e.) i epoki żelaza (VII-II wieku p.n.e.). We wczesnym średniowieczu istniał gród na Zamkowej Górze pod Babim Dołem. Pierwszym pisanym świadectwem istnienia Czapielska jest dokument z 18 listopada 1323, w którym Krzyżacy potwierdzają zakup wsi Schepelitzko przez Wilhelma z Senicz i nadają jej prawo chełmińskie. Powierzchnia gruntów wynosiła 80 łanów (ok. 1340 ha). W 1367 sołtysem wsi Lipce (pod Gdańskiem) był Mikołaj z Czappelken. W 1401 wytyczono granicę z Kolbudami (wzdłuż "Reknicy"). W tym samym czasie wieś Zcapeleke dawała Krzyżakom co roku 1 funt wosku i denara (1/60 grzywny) na św. Marcina, a w razie wojny była zobowiązana do wystawienia jednego zbrojnego.
Granice wsi nie były jak się zdaje należycie określone, bo co pewien czas wybuchały o nie zatargi. W wyniku sporu między Michałem z Czappelke a właścicielem Łapina w latach 1428–1434 potwierdzono dawne granice. Sąsiednimi wsiami były Trzepowo, Przywidz, Skrzeszewo, Bielkowo, Pręgowo i Buszkowy. Do Czapielska należało Jodłowno (Styngwałd) i Ząbrsko z lasem i jeziorem. Kolejnym dziedzicem wsi był Stefan von Schepelitzko. W 1448 szpital św. Elżbiety w Gdańsku kupił od niego połowę jeziora Łapińskiego za 320 grzywien. W 1454 wspomniany Stefan zadeklarował się jako zwolennik Związku Pruskiego i przeciwnik Krzyżaków i wziął udział w wojnie trzynastoletniej, która przywróciła Pomorze Gdańskie Polsce. Jego potomkami musieli być Tyburcjusz von Czepelke i jego siostra Barbara, wymienieni w 1528 jako dobroczyńcy kościoła w Pręgowie. Na podarowanym przez nich gruncie powstał kościelny folwark Popówka. Oni to najprawdopodobniej ufundowali kościół św. Mikołaja w Czapielsku.

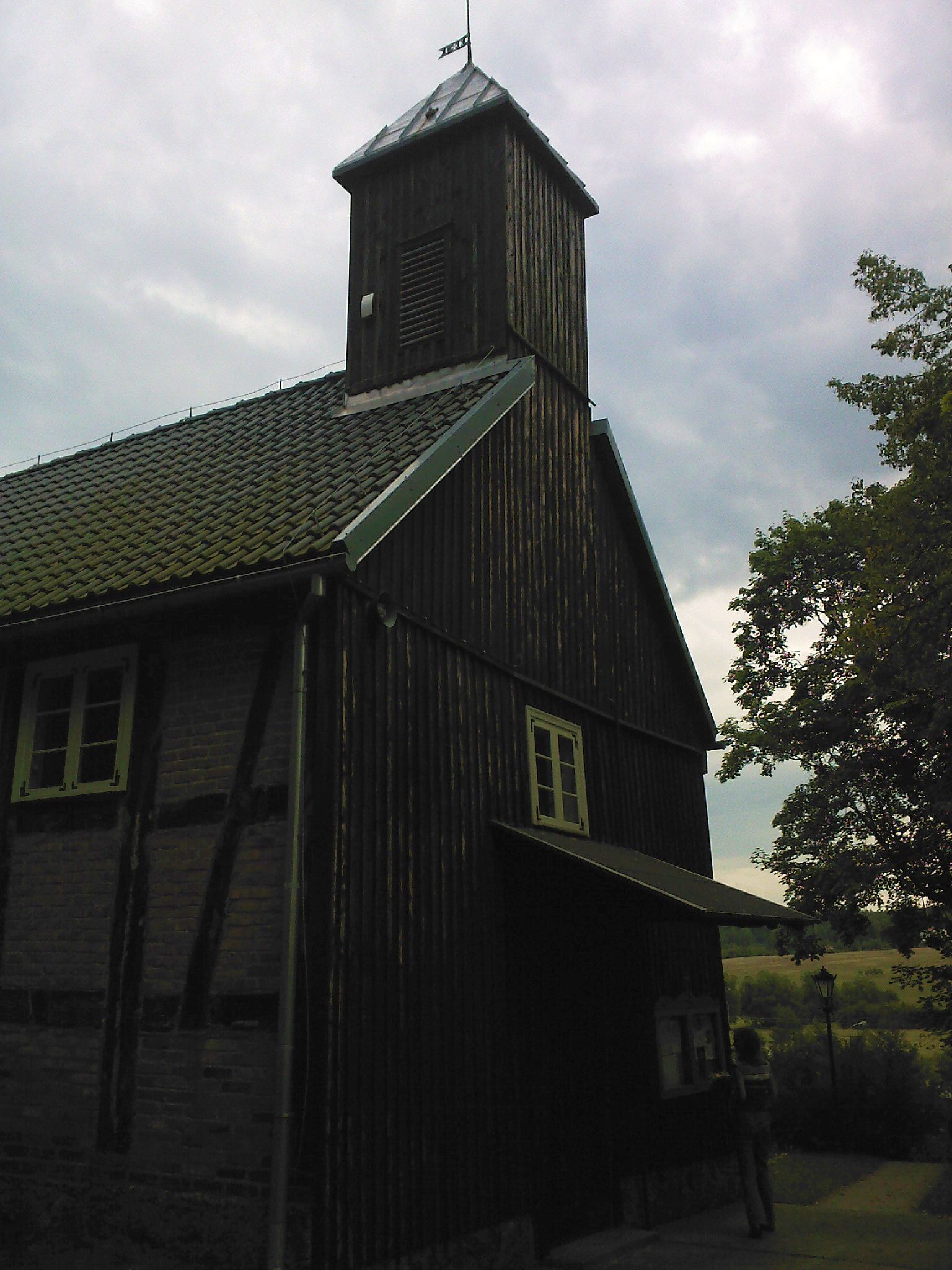
Wejście do kościoła św. Mikołaja

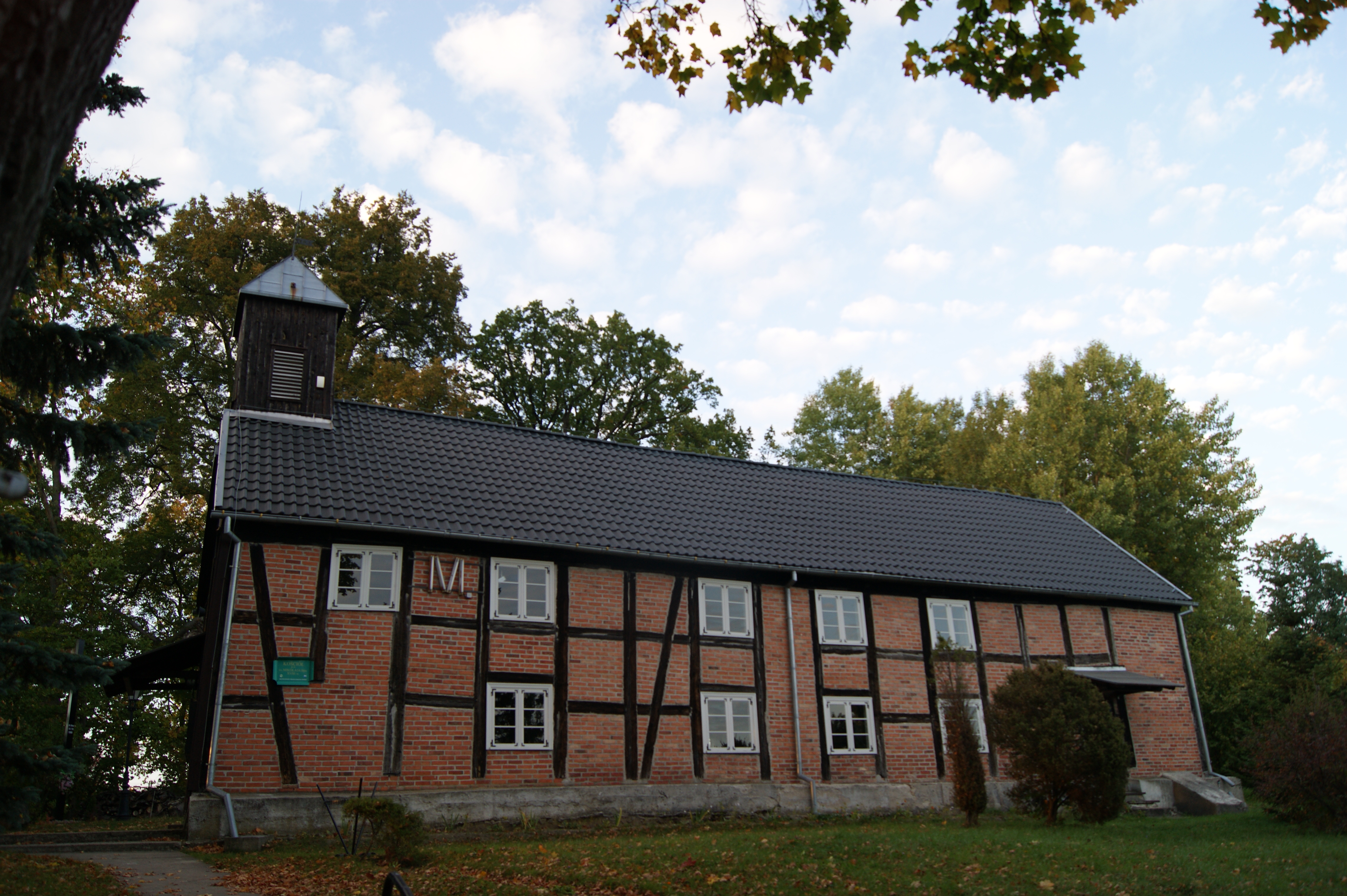
Kościół

Tymczasem na Pomorzu zaczęła się szerzyć reformacja. W 1570 nowy właściciel Cziepielska Wilhelm von Jatzkow (Jackowski) osadza w kościele ewangelickiego duchownego. Że nie wszystko przebiegało spokojnie, świadczy wzmianka w protokole lustracji (inspekcji) z lat 1582–1584. "Kościół sprofanowany przez patrona p. Wilhelma Bąkowskiego. Krew owieczek zaciąży na nim i grzechy jego, jeżeli do zdrowych zmysłów nie zechce wrócić".
Kolejnym właścicielem wsi był Krzysztof von Bersowitz – zapewne krewny Marcina Berzewiczego, przybyłego wraz ze Stefanem Batorym z Siedmiogrodu i osadzonego przez króla na starostwach osieckim i starogardzkim. W 1608 nowy dziedzic zaoferował wieś Gdańskowi, który jednak nie zdecydował się na kupno. W 1617 spadkobiercy Berzewiczego sprzedali Czapielsk jezuitom ze Starych Szkotów za 31 500 zł. Zrekatolicyzowany kościół stał się filią kościoła Bożego Ciała w Pręgowie, które w 1593 na krótko stało się własnością jezuitów (dotychczas należało do brygidek). Wkrótce potem, w latach 1624 i 1631 na nowo wyznaczono granice majątków jezuickich: Czapielska i Jodłowna.
Nowi gospodarze wyposażyli kościół m.in. w ołtarz boczny, w którym zachował się do dziś obraz Świętej Rodziny, namalowany w 1632 przez gdańskiego malarza Adolfa Boya (1612–1680). Z tego czasu pochodzi obraz Marii Magdaleny, z niewiele późniejszego – konfesjonał. We dworze powstała kaplica. W 1661 w kościele pochowano jezuitę o. Walentego Korzykowicza.

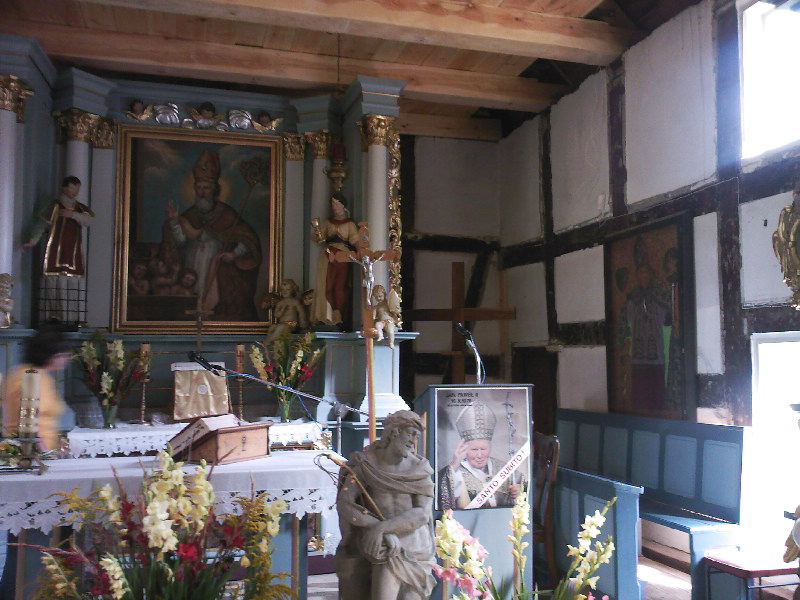
Ołtarz w kościele w Czapielsku

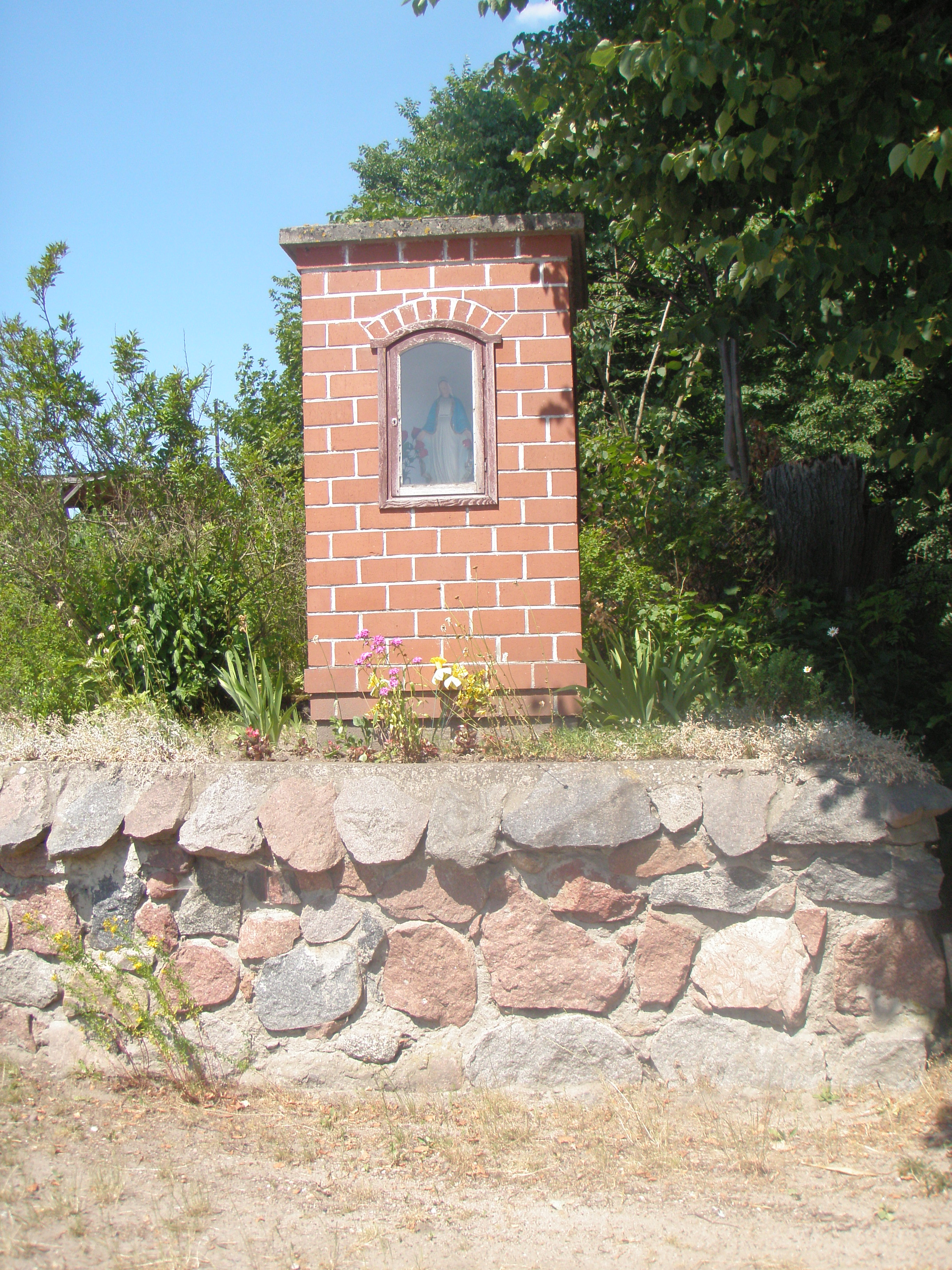
Kapliczka przydrożna przy ul. Słonecznikowej

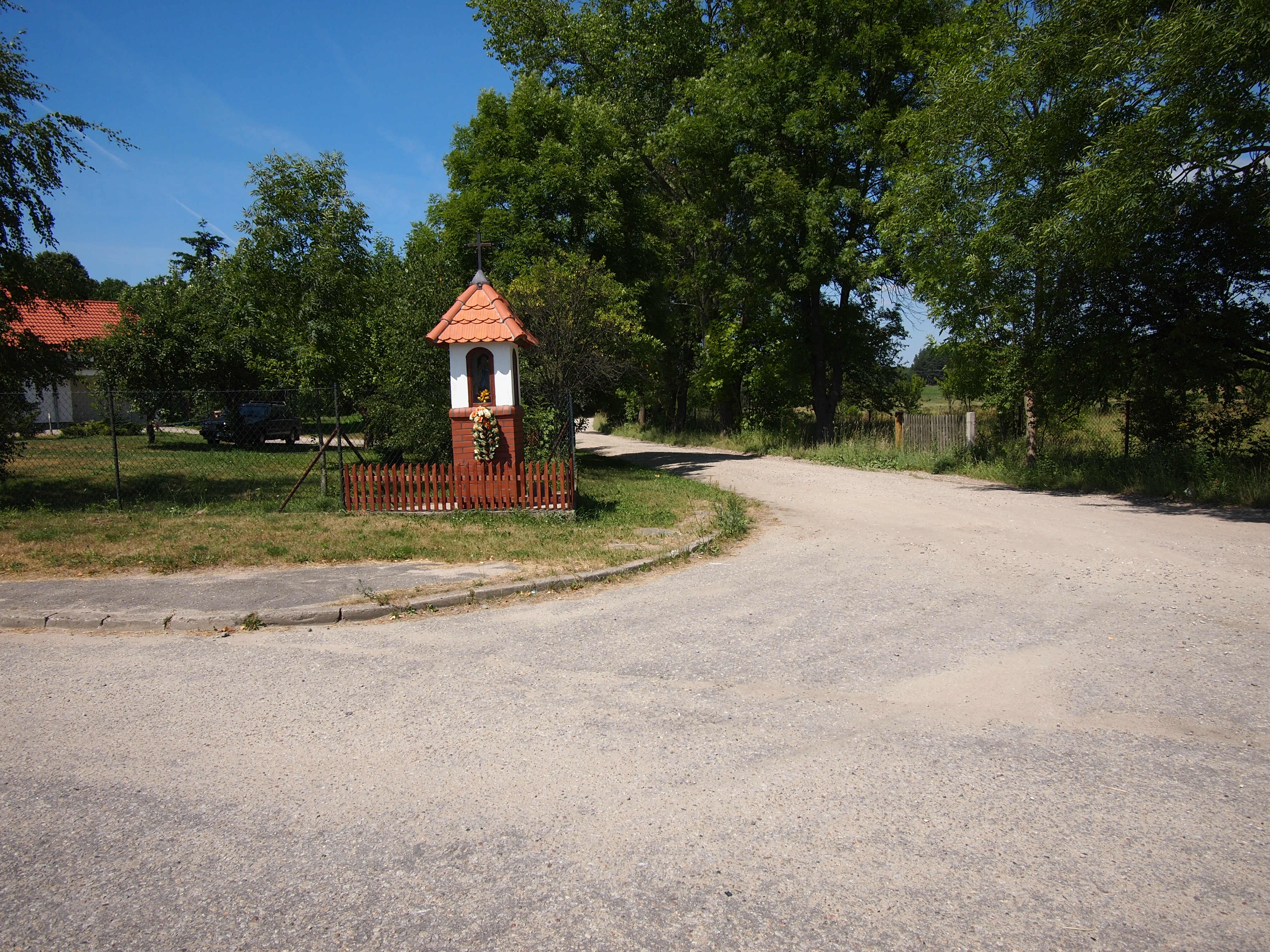
Kapliczka przydrożna przy skrzyżowaniu

W czasie wojny północnej przemarszom obcych wojsk przez Polskie ziemie towarzyszyły zniszczenia i rabunki. W 1703 okolice zostały splądrowane przez Szwedów, którzy zmusili jezuitów do zapłacenia z Czapielska, Dybowa i Brodsacku (Chlebówki) kontrybucji w wysokości 5460 zł. W 1704 zażądali mniej – 3750 zł plus dodatkowo 1300 zł w naturze. W 1709 wymęczonych wojną mieszkańców dopada zaraza. W Czapielsku umiera m.in. Sebastian Ropalowski. Po przejściu plagi następuje okres względnego spokoju. W kościele pojawia się nowy ołtarz główny, a na zewnątrz kolumna z popiersiem św. Ignacego Loyoli. Poniżej przy drodze, umieszczono figurę Ecce Homo z inskrypcją: "Nieśmiertelnemu Bogu, w ciele śmiertelnem cierpiącemu, Jezusowi Chrystusowi, Królowi Boleści, Roku od cierniowej koronacyi 1696. Wdzięczność ludzka wystawiła 4 Maia Roku 1729". W 20 lat później zanotowano: "Wieża kaplicy publicznej (kościoła) wzniesiona została roku 1745. Kaplica nowa domowa we dworze świetnej postaci wzniesiona została roku 1747." W tym samym opisie pojawiła się po raz pierwszy wersja nazwy Czapielsko, z której w XIX w. wypadło końcowe o. Obecna urzędowa forma "Czapelsk" opiera się na błędnym zapisie z 1936: "Czapielsk, dawne Czapelsk". Wieś nigdy tak się nie nazywała. Prawidłową nazwą jest Czapielsk.
W 1757 wtargnęły wojska Fryderyka "Wielkiego" – pod pretekstem poszukiwania zbiegłych z jego państwa poborowych. W 1772 Prusy już jawnie zajmują okolice w pierwszym rozbiorze. Według sporządzonego wkrótce potem zestawienia położonych wśród lasów Czapielsko o rozmiarach 1 na 1/2 mili miał oprócz folwarku 12 "nieurodzajnych karczunków" i 53 mieszkańców – w tym 6 w Rybiej (Górnej) Hucie. Rocznie przynosił 434 talary 16 gr czynszu, 82 gęsi i 101 kur. Mieszkańcy musieli również dowozić do kolegium w Starych Szkotach 42 półćwierntnie drewna (126-168 fur), za zapłatą 12 gr i 1 sztoftu (1,7 l) piwa za każdą półćwiertnię, a także odpracować w folwarku po 2 dni na tydzień od św. Michała do św. Jana. Zamieszkali tu tkacze lnu zaopatrywali kolegium w płótno. Majątek, jedyny zarządzany bezpośrednio przez jezuitów, określano jako wieczny powód zgryzoty. Grunty – nędzne piaski i glina – w najlepszych latach dawały zaledwie 1-1,5 ziarna plonu (na pobliskich Żuławach 6-7). Żyto zbierano z 240 morgów (1 mórg = 0,56 ha), jęczmień z 74, owies i groch z 2 razy po 20, siana 20 fur. Stado liczyło 12 krów, 250 owiec i 10 świń. Dochód z gospodarki rolnej wynosił 10-50 talarów rocznie (w żuławskich Gemlicach 450). Browar i gorzelnia przynosiły straty, tartak, połów ryb w jeziorze i hodowla w stawie ledwie pokrywały własne potrzeby.
Władze pruskie "uwolniły" klasztor od kłopotów kasując go i odbierając majątki. Część z nich przekształcono w królewskie domeny, resztę wypuszczono w emfiteutyczną (dziedziczną) dzierżawę. W 1789 rozróżniano już Czapielsko Wielkie (Gross Czapielken) i Małe Czapielsko(Klein Czapielken) – 1,3 km na północny wschód od Wielkiego. Kolejnymi dzierżawcami byli: w 1797 Jan Dawid von Chagnan, w 1798 Henryk von der Goltz, w 1805 Jan von Duisburg, w 1809 Korneliusz Neuman, w 1816 Ernest Peterschen.
W 1819 wyremontowano kościół. Czapielsko Wielkie wraz z mlecznym gospodarstwem Nowy Dwór obejmowało 620 ha gruntów. W 25 domach mieszkało 246 osób.
Dwie trzecie z nich stanowili katolicy. Funkcjonowały browar, gorzelnia, młyn i karczma. W sąsiedniej "królewskiej wsi chłopskiej" Czapielsko Małe, stały dwa domy z 12 mieszkańcami, a areał gruntów wynosił 50 ha. Od 1822 właścicielem (dzierżawcą) Wielkiego Czapielska był Otto von Schonbeck.
Pogarszający się stan doprowadził do zamknięcia kościoła w 1841. W 1848 pisano: " W kaplicy Św. Mikołaja z czasów jezuickich z powodu złego stanu nie ma nabożeństw". Czynna w zastępstwie kaplica we dworze była zbyt ciasna dla rosnącej liczby mieszkańców, których było 355, w tym 204 katolików. Obok Czapielska pojawiły się folwarki Helenowo, Luiznowo i Nowy Dwór. Spisano 23 budynki mieszkalne, 5 przemysłowych, wśród nich gorzelnię, młyn zbożowy i tartak. Inwentarz obejmował 26 koni, 97 sztuk bydła, 620 owiec i 42 świnie. W Małym Czapielsku było 5 domów mieszkalnych, 10 budynków i 62 mieszkańców, którzy trzymali 7 koni, 12 krów, 8 owiec i 11 świń.
W 1861 doszło wreszcie do odbudowy kościoła, na koszt kościoła w Pręgowie, który potem tak długo procesował o zwrot pieniędzy, aż wygrał. W 1867 rozróżniano Czapielsk Szlachecki (Czapielken Adelig) – z kościołem i dworemm mający 626 ha gruntów i Czapielsk Królewski (Czapielken Koniglich) – z 99 ha. Pierwszy miał 315 mieszkańców, drugi 91, razem 406. W 1903 właścicielką Czapielska Szlacheckiego – wraz z Helenowem i Nowym Dworem – była Berta Roggatz. W 1912 wieś należała do Jakuba Zoellnera. W 2 lata później przeszła na własność fiskusa (skarbu państwa).
Tak pisał w wydanym w 1914 przewodniku Richard Hardwig, wspomagany przez znakomitego popularyzatora historii Walthera Domansky'ego:"Między wybudowaniami Luzinowa i Wielkim Czapielskiem zaleca się łączącą je krótszą prostą drogę. Obejszyj się przy tym pięknie położoną kościelną wieś Wielki Czapielsk, która od 1617 była w posiadaniu klasztoru jezuitów w Starych Szkotach. W kościele wisi cenny obraz Świętej Rodziny gdańskiego malarza Adolfa Boya."
Po I wojnie światowej Czapielsk stał się miejscowością nadgraniczną (po stronie Wolnego Miasta Gdańska). W 1923 Czapielsk Szlachecki liczył 33 gospodarstwa i 192 mieszkańców, Czapielsk Królewski 13 gospodarstw i 62 mieszkańców. Razem mieszkały tu 254 osoby – mniej niż przed wojną.
Na mapie z 1924 część Wielkiego Czapielska z kościołem i dworem jest określana jako Wielki Czapielsk Szlachecki (Adlige Gross Schaplitz), a część Królewskiego Czapielska jako Mały Czapielsk (Klein Schaplitz). W 1929 cała wieś (łącznie z Helenowem i Luzinowem) liczyła 263 mieszkańców, w tym, jak to oficjalnie określano, mniejszość polską. W 1930 Czapielsk rozparcelowano. Część północną kupił p. Horn, południową von Duhren. Obu w 1945 wysiedlono do Niemiec.
Tymczasem w 1927 opiekę nad kościołem sprawowały siostry urszulanki, prowadzące w Gdańsku gimnazjum Najświętszej Marii Panny (przy Podwalu Przedmiejskim 18). W dworze w Czapielsku urządziły wiejską siedzibę z internatem dla dziewcząt. W kościele odprawiano mszę w jedną niedzielę w miesiącu i w co drugie święto. Wojna położyła kres ich działalności. W 1940 hitlerowskie władze zamknęły ich szkołę, pozostawiając im jednak wiejski dwór.
Po ostatniej wojnie nadwątlone mury kościoła wymagały remontu. Przez pewien czas nabożeństwa odbywały się w dworskiej kaplicy. W 1951 dwór przejęła spółdzielnia produkcyjna ("kołchoz") i w niedługim czasie doprowadziła do ruiny. W 1965 rozebrano go. Kościół wyremontowano w latach 1958 i 1970.

## Zabytki

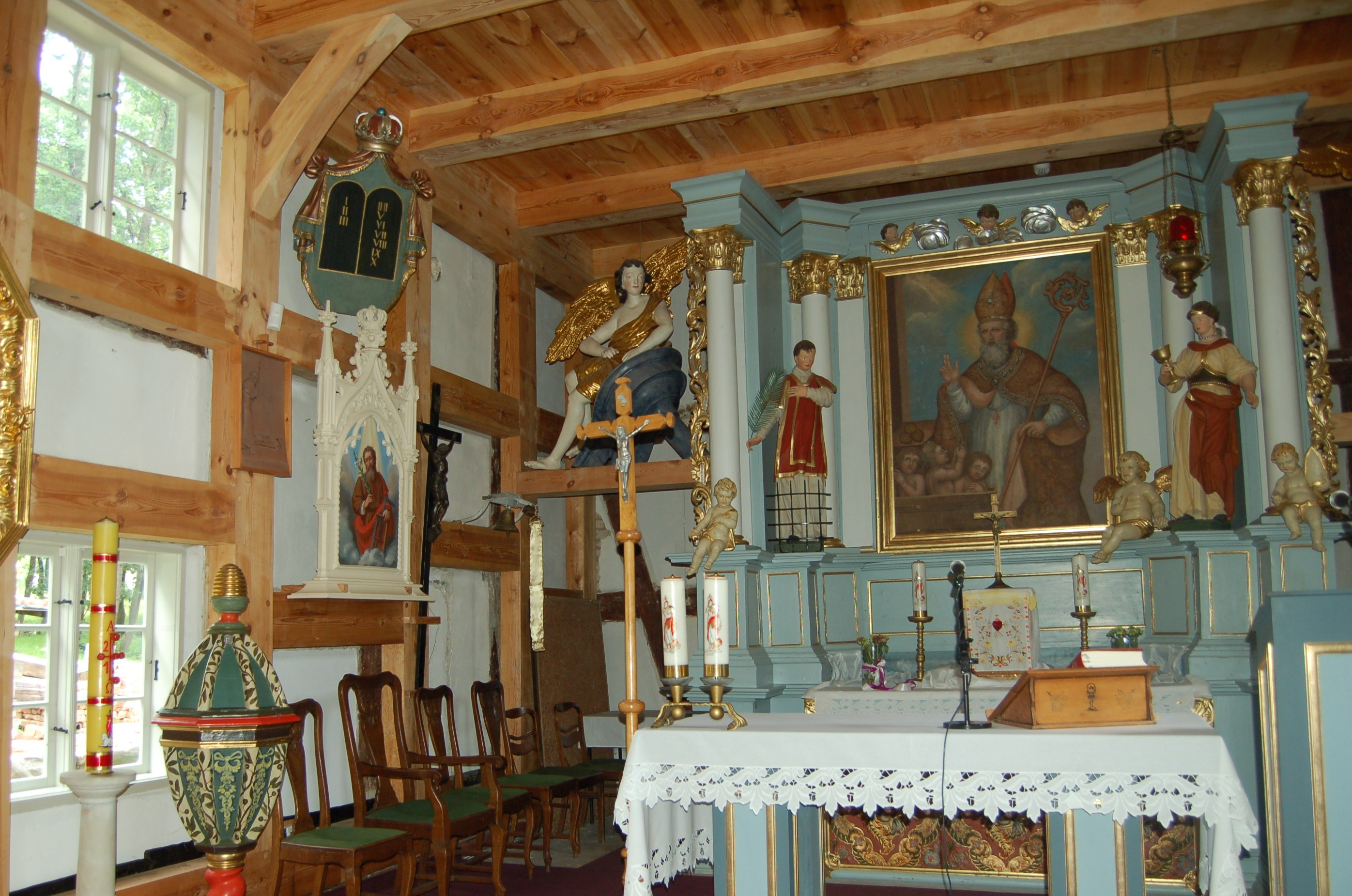
Wnętrze kościoła

Według rejestru zabytków NID na listę zabytków wpisany jest kościół filialny pw. św. Mikołaja, murowano-szachulcowy, z XVIII w., nr rej.: 101 z 5.04.1960.
Barokowy kościół z końca XVIII wieku, konstrukcji szkieletowej wypełnionej ceglanym murem, posadowiony jest na niskiej podmurówce z kamieni polnych. Salowy, wzniesiony na planie wydłużonego prostokąta, z niewydzielonym prezbiterium, za którym na całą szerokość korpusu znajduje się wydzielona zakrystia. Dach dwuspadowy, pokryty dachówką holenderką. Nad szczytem zachodnim kwadratowa wieżyczka. Wewnątrz zachowało się oryginalne wyposażenie, w tym obraz św. Mikołaja.
W bezpośrednim sąsiedztwie Czapielska znajduje się leśny rezerwat "Jar Reknicy".